# 眠れない街
「眠れない街」（ねむれないまち）は、日本のR&B歌手AIの楽曲で、2010年8月25日にAIの通算22枚目のシングルとして発売された。『Still... feat. AK-69』に続き、AIのデビュー10周年記念の第3弾シングルであり、前作から2ヶ月ぶりのリリースとなった。

## 収録曲
1. 眠れない街 
  - ANB系ドラマ「警視庁継続捜査班」主題歌
2. For my Sister feat.Judith Hill -Japanese Version-
  - CX系「グータンヌーボ」エンディング・テーマ
3. 眠れない街 [Instrumental]